# Cnemofílids
Els cnemofílids (Cnemophilidae) són una família d'ocells de l'ordre dels passeriformes que habita als boscos de muntanya de Nova Guinea. Eren considerats ocells del paradís i classificades als paradiseids (Paradisaeidae) fins que la investigació genètica va suggerir que aquests dos grups no estan massa relacionats i els cnemofílids estan potser, més a prop dels melanocarítids (Melanocharitidae).

## Morfologia
En totes tres espècies, els mascles són molt més brillants que les femella, que són de colors modestos i poc conspícues. Aquestes aus tenen peus febles i sense capacitat prènsil, una gran obertura bucal (el que fa que se'ls anomenés "ocell del paradís de gran badall"), i una regió nasal no osificada.

## Reproducció
Totes les espècies de la família fan nius en forma de cúpula, a diferència dels nius dels ocells del Paradís. La femella pon un sol ou, i s'encarrega d'ell sense cap tipus d'ajuda del mascle.

## Alimentació
S'alimenten exclusivament de fruites, fins i tot a una edat molt primerenca.

## Llistat de gèneres i espècies
Se n'han descrit dos gèneres amb tres espècies.
- Gènere Cnemophilus, amb dues espècies.
- Gènere Loboparadisea, amb una espècie: ocell setinat pitgroc (Loboparadisea sericea).